# گمینا ستژلچکی
گمینا ستژلچکی (به لهستانی:  Gmina Strzeleczki) یک گمینا در لهستان است که در شهرستان کراپکوویتسه واقع شده‌است. گمینا ستژلچکی ۱۱۷٫۲۶ کیلومتر مربع مساحت و ۷٬۹۳۸ نفر جمعیت دارد.